# Палладийкальций
Палладийкальций — бинарное неорганическое соединение
палладия и кальция
с формулой CaPd,
кристаллы.

## Получение
- Сплавление стехиометрических количеств чистых веществ:

{\displaystyle {\mathsf {Pd+Ca\ {\xrightarrow {905^{o}C}}\ CaPd}}}

## Физические свойства
Палладийкальций образует кристаллы
кубической сингонии,
пространственная группа P m3m,
параметры ячейки a = 0,3516 нм, Z = 1,
структура типа хлорида цезия CsCl
.
Соединение конгруэнтно плавится при температуре 905 °C.